# Constantin Atanasiu
Constantin Atanasiu (n. 30 iulie 1897, Trușești, Botoșani – d. 27 noiembrie 1963, București) a fost un inginer electromecanic, licențiat în drept. Consilier în Comisia prezidențială pentru refacerea economică după primul război mondial (1948),  vicepreședinte al comitetului de stat al planificării (1948-1963), vicepreședinte al ASIT (1948-1963). A fost director al Întreprinderii Franco-Române Brăila (ulterior numită Progresu Brăila), aici a pus în funcțiune o turnătorie de oțel cu cuptor electric. Între 1941-1948 a fost subdirector general al CFR, în această calitate a organizat atelierele CFR Craiova (ulterior Uzinele Electroputere Craiova).
Constantin Atanasiu s-a remarcat și prin munca depusă la reconstrucția căilor ferate și a telecomunicațiilor, distruse în parte după al doilea război mondial, precum și a porturilor. S-a îngrijit de mecanizarea porturilor pentru a spori capacitățile acestor obiective, a realizat proiecte pentru construirea unor șantiere navale. A introdus pentru prima oară în România sistemul de lucru în lanț pentru repararea vagoanelor.
A activat ca membru CAER și CSP și a conceput planuri pentru electrificarea României. A organizat și condus învățământul universitar de inginerie economică.

## Distincții
- Ordinul Muncii clasa a III-a (21 august 1954) „pentru merite deosebite pe tărîmul construcției de stat, economice, sociale și culturale, cu ocazia celei de a zecea aniversări a eliberării patriei noastre”[1]
- Ordinul Muncii clasa I (31 mai 1957) „pentru merite deosebite în muncă, cu ocazia celui de al II-lea Congres al Asociației Științifice a Inginerilor și Tehnicienilor din Republica Populară Romînă”[2]